# アンドリュー・ベイヤー
アンドリュー・ベイヤー (Andrew Beyer) はアメリカ合衆国の競馬評論家。ハーバード大学卒業。スピード指数の一種であるベイヤー指数 (Beyer Speed Figure) を考案したことで知られている。
1960年代後半から競馬記者としての活動を開始。1970年代に競走馬の走破タイムなどをもとにしたベイヤー指数を考案。1992年からはアメリカで最大のシェアを占める競馬新聞のデイリーレーシングフォームにその指数が掲載されている。スピード指数を用いる予想方法は日本にも多大な影響を与えており独自の指数も多数発表されている。また競馬に関するコラムニストとしての一面も持ち合わせておりワシントン・ポストでコラムを執筆しているほか、著書は日本でも訳されて出版されている。

## おもな著書
- 勝ち馬を探せ!! （1990年・ISBN 4-89595-011-5）山本尊 訳
- ウイニング・ホースプレイヤー （1992年・ISBN 4-426-54710-5）山本尊 訳
- 勝ち馬を探せ! 改訂保存版 （1994年・ISBN 4-89595-083-2）山本尊 訳
- 競馬探究の先端モード （1995年・ISBN 4-426-55003-3）山本尊 訳
- マイオールドケンタッキーホーム （2000年・ISBN 4-426-76006-2）山本尊 訳
- アメリカ競馬戦略9つの頂点 （2005年・ISBN 4-426-76302-9）複数名との共著、平尾圭吾 訳

※題名・出版年・ISBNは日本版のもの